# پریبورن
پریبورن (به آلمانی: Priborn) یک شهر در آلمان است که در مکلنبورگیشه زنپلاته واقع شده‌است. پریبورن ۴۲۵ نفر جمعیت دارد.